# Tarek Keraghel
 (décembre 2018).
Tarek Keraghel est un footballeur algérien né le 11 avril 1981 à Sétif. Il évolue au poste d'attaquant.

## Biographie
Il évolue en Division 1 avec le club de l'ES Sétif. Avec cette équipe, il dispute une cinquantaine de matchs en Division 1 entre 2002 et 2005.

## Palmarès
- Accession en Ligue 2 en 2013 avec l'A Bou Saâda